# 이지우 (가수)
이지우(2005년 10월 24일 ~ )는 대한민국의 가수로 걸 그룹 tripleS의 멤버이다.